# Лукстин, Александр Александрович
Александр Александрович Лукстин (1957 год, Харьков, Украинская ССР, СССР) — советский боксёр, чемпион и призёр чемпионатов СССР, победитель и призёр абсолютных чемпионатов СССР. Один из немногих, кому удалось победить Теофило Стивенсона, на тот момент уже трёхкратного олимпийского чемпиона.

## Биография
Начал заниматься боксом в 16 лет. Его первым тренером стал Валентин Мокров. Через несколько лет он участвовал в матче СССР-США, в котором он выиграл свой бой у американца. На чемпионате СССР 1978 года стал бронзовым призёром чемпионата СССР и абсолютного чемпионата страны. После этого успеха он неожиданно оставил ринг и ушёл работать слесарем-сборщиком на заводе имени Шевченко.
Через два года снова вернулся на ринг. На этот раз его тренером стал Игорь Абраменко. Лукстин снова стал призёром чемпионата страны. Во время подготовки сборной команды страны к чемпионату Европы, он был приглашён для участия в международном турнире в Гаване. Он оказался единственным в команде, кто согласился боксировать c Теофило Стивенсоном.
Лукстин предложил высокий темп боя и захватил инициативу. В такой манере он выиграл два раунда. Лукстин вспоминал:
Он понимал, конечно, что проигрывает. Не мог не понимать. С таким-то опытом! Собрался на третий раунд. И тут началось — кто кого… Но я быстро спохватился. Зачем, думаю, подставлять голову под его удары? И снова повёл свою игру: проваливал — контрил, проваливал — контрил… Когда я попадал точно, на стадионе поднимался такой визг, что даже команды рефери не было слышно!
В 1983 году Лукстин победил в международном турнире «Золотой пояс» в Румынии, одолев кубинского боксёра Гонсалеса. Затем стал абсолютным чемпионом СССР по боксу 1984 года, победив в финальном бою Александра Ягубкина. Из 18 международных боёв, проведённых им за время любительской карьеры, он выиграл все 18.

### Профессиональный бокс
В 1990 году перешёл в профессионалы. Провёл два боя. В первом бою, который состоялся 6 января 1990 года, выиграл нокаутом у Лопе Гуэрры. Второй бой прошёл 8 августа 1992 года. В этом бою Лукстин проиграл техническим нокаутом Ратко Драсковичу.

## Спортивные результаты
- Чемпионат СССР по боксу 1978 — ;
- Абсолютный чемпионат СССР по боксу 1978 — [3];
- Чемпионат СССР по боксу 1981 — ;
- Чемпионат СССР по боксу 1982 — ;
- Чемпионат СССР по боксу 1984 — ;
- Абсолютный чемпионат СССР по боксу 1984 — [1];